# クレイジー・ラブ (スターダストレビューの曲)
『クレイジー・ラブ』は、スターダストレビュー26枚目のシングル。1994年4月25日に発売された。

## 収録曲
全編曲：三谷泰弘
1. クレイジー・ラブ
作詞：渡辺なつみ、作曲：柿沼清史　
テレビ東京系列『TVチャンピオン』エンディング･テーマ
2. Two Kitchens-ふたつの情景
（シリーズ・王様の一日〜THE DAY AT THE KINGDOM〜）
作詞・作曲・メインボーカル：三谷泰弘